# Бёрле
Бёрле́ (фр. Beurlay) — коммуна во Франции, находится в регионе Пуату — Шаранта. Департамент коммуны — Шаранта Приморская. Входит в состав кантона Сен-Поршер. Округ коммуны — Сент.
Код INSEE коммуны — 17045.

## Население
Население коммуны на 2010 год составляло 1003 человека.
| 1962 | 1968 | 1975 | 1982 | 1990 | 1999 | 2010 |
| ---- | ---- | ---- | ---- | ---- | ---- | ---- |
| 612  | 604  | 573  | 652  | 731  | 755  | 1003 |

## Экономика
В 2010 году среди 634 человек трудоспособного возраста (15—64 лет) 457 были экономически активными, 177 — неактивными (показатель активности — 72,1 %, в 1999 году было 68,0 %). Из 457 активных жителей работали 401 человек (225 мужчин и 176 женщин), безработных было 56 (21 мужчина и 35 женщин). Среди 177 неактивных 41 человек были учениками или студентами, 71 — пенсионерами, 65 были неактивными по другим причинам.